# Província de Iwaki (718)

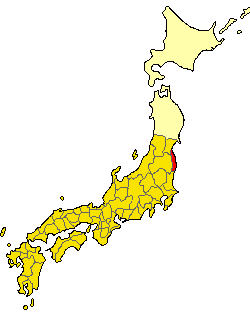
Mapa do Japão (718) com Iwaki em vermelho

Iwaki (石城国, Iwaki no kuni) foi uma antiga província do Japão por um tempo breve no Período Nara. Estabelecida em 718 com a divisão da Província de Mutsu, era composta pelos cinco distritos de Iwaki (石城), Shineha (標葉), Namekata (行方), Uta (宇太), Watari (曰理) and Kikuta (菊多). Apenas o distrito de Kikuta pertencia à Província de Hitachi. Foi abolida e reincorporada a Mutsu entre os anos de 722 e 724. Kikuta foi também movido para Mutsu. 